# Carlos María Javier de la Torre
Pour les articles homonymes, voir Carlos María de la Torre et Torre.
 Carlos María Javier de la Torre, né le 14 novembre 1873 à Quito, capitale de l'Équateur et mort le 31 juillet 1968 à Quito, est un cardinal équatorien de l'Église catholique du XXe siècle, archevêque de Quito de 1933 à 1967. Il est le premier cardinal équatorien.

## Biographie
De la Torre étudie à Quito et à Rome. Après son ordination il fait du travail pastoral dans l'archidiocèse de Quito et y est professeur au séminaire, chancelier-secrétaire de l'archevêque et pro-vicaire général.
Il est élu évêque de Loja en 1911 et transféré à Guayaquil en 1926. Il est promu  archevêque de Quito en 1933, où il reste en fonction jusqu'à 1967.  Il est le fondateur de l'Université pontificale catholique d'Équateur et de la  station de radio catholique "La Unión". De la Torre fait des efforts pour lutter contre l'inégalité sociale en Amérique latine.
Le pape Pie XII le crée cardinal lors du consistoire du 12 janvier 1953.
De la Torre  assiste  au Concile Vatican II (1962-1965). Il participe au conclave de 1958 (élection de Jean XXIII), mais ne  participe pas au conclave de 1963 (élection de Paul VI).
L'une de ses principales contributions à l'éducation équatorienne a été la fondation de la Pontificia Universidad Católica del Ecuador.